# Samarorchis sulitiana
Samarorchis sulitiana är en orkidéart som beskrevs av Paul Ormerod. Samarorchis sulitiana ingår i släktet Samarorchis och familjen orkidéer. Inga underarter finns listade i Catalogue of Life.